# Laguna Mercedes
Mercedes es una laguna amazónica de agua dulce de Bolivia, ubicada en el departamento del Beni cerca a la frontera con Brasil. Esta laguna se formó de un meandro abandonado del río Mamoré, tiene una superficie de 10,6 kilómetros cuadrados sin contar con la isla que tiene.
Tiene perímetro costero de 37,1 kilómetros así como un ancho máximo de 1,11 kilómetros y un longitud de 19 kilómetros, tiene una forma de gota de agua.
Tiene una isla en su interior de una superficie de 10,2 kilómetros cuadrados.